# Ферре, Лео
Лео́ Ферре́ (фр. Léo Ferré, 24 августа 1916, Монако — 14 июля 1993, Кастеллина-ин-Кьянти, провинция Сиена, Тоскана, Италия) — популярный французский автор-исполнитель монегасского происхождения, франко-итальянский поэт, переводчик, певец и композитор, пианист. За всю свою карьеру выпустил более 40 альбомов, охватывающий период деятельности 46 лет. Лео Ферре был анархистом — это вдохновляло в значительной степени его творчество.

## Биография
Родился 24 августа 1916 года в Монако, в семье Жозефа Ферре, директора по персоналу одного из казино в Монте-Карло и Мари Скотто, портнихи, по происхождению итальянки. С детства проявлял интерес к музыке, воспитывался в религиозном духе.
В 9 лет отец, ревностный католик и человек жестокий, отправил его учиться в школу-интернат в Бордигере, которую держали Братья христианских школ. Лео пробыл там восемь долгих лет, подвергался сексуальному насилию, втайне от учителей читал Вольтера, Бодлера, Верлена, Рембо, Малларме, увлёкся идеями анархизма и атеизма. После возвращения из интерната, жил в Монако, работал в журнале Le Petit Niçois, и учился в Лицее имени Альберта Первого, где в 1935 году получил аттестат зрелости, после чего планировал поступать в консерваторию, но отец ему запретил.
В 1935—1939 годах жил в Париже и учился в Институте политических исследований. По окончании вуза призван в армию, служил в пехоте, был одним из так называемых алжирских стрелков, демобилизован в августе 1940 после поражения Франции.
В 1943 году Лео Ферре женился на Одетте Шунк, с которой познакомился в 1940 году в Кастре. В 1943—1946 годах семья жила на ферме в Босолей, работали в подсобном хозяйстве: на ферме у них было сорок пять оливковых деревьев, мул, овца и три коровы, чьё молоко они продавали, и немецкая овчарка по кличке Аркель.
Профессиональную карьеру начал после переезда в Париж в 1946 году. В 1970 году записал свой самый популярный хит «Avec le temps».
В 1953 году князем Ренье III издан указ, который позволял лицам, родившимся в Монако от матери-монегаски, отказаться от гражданства Франции в пользу Монако. Лео родился гражданином Франции, и воспользовался этим правом, в отличие от сестры.
Он умер 14 июля 1993 года в Тоскане, Италия, в возрасте 76 лет после продолжительной болезни и был похоронен на кладбище Монако (Cimetiere de Monaco).

## Дискография
- 1964 — Verlaine et Rimbaud[англ.] (первый в мире студийный двойной альбом)